# O Quarto Sábio
O Quarto Sábio (The Fourth Wise Man) é um telefilme estadunidense, do gênero drama, dirigido por Michael Ray Rhodes, baseado no romance The Story of the Fourth Wise Man, de Henry Van Dyke. 
A sua estreia ocorreu em 30 de março de 1985.

## Sinopse
Certo de ter visto a estrela que anuncia o  nascimento de Jesus Cristo, médico persa desfaz-se de seus bens e viaja em direção a cidade de  Belém, na Judeia, de encontro aos Três Reis Magos. Telefilme baseado em romance de Henry van Dyke, construindo a hipotética e curiosa trajetória de um sábio que seria o quarto dos magos em sua busca obstinada pelo rei dos judeus.

## Elenco
- Martin Sheen como Artaban
- Alan Arkin como Orontes
- Eileen Brennan como Judith
- Ralph Bellamy como Abgarus
- James Farentino como Jesus (voz)
- Charlie Sheen como Maximus